# Kasteel van Lavaux-Sainte-Anne

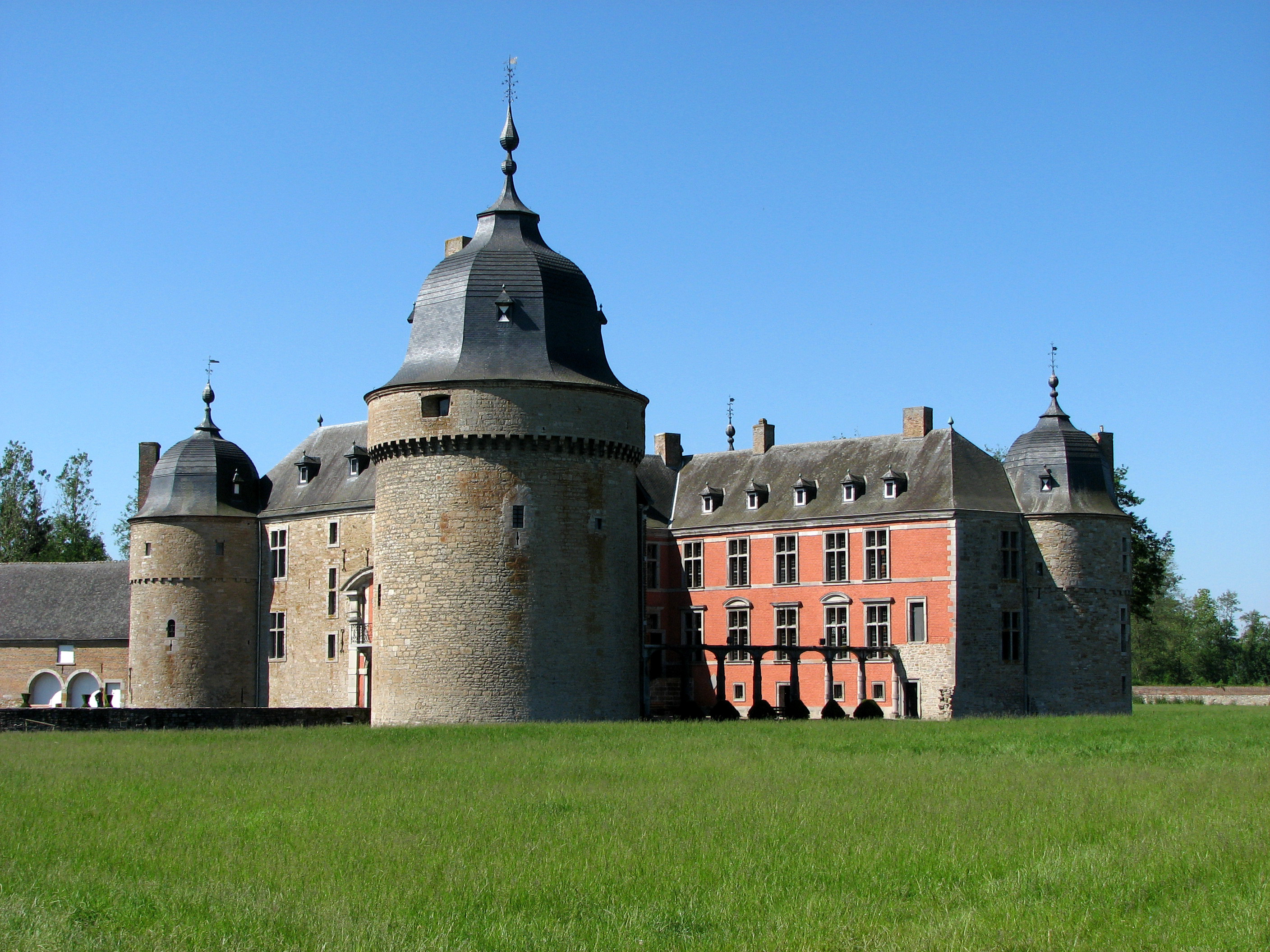
Kasteel van Lavaux-Sainte-Anne

Het kasteel van Lavaux-Sainte-Anne ligt in de gemeente Rochefort in de Belgische Ardennen.
Het stamt uit 1193 en en wordt omringd door een slotgracht. Het kasteel heeft ronde, vijftiende-eeuwse hoektorens met uivormige koepels en een binnenplaats die wordt geflankeerd door renaissancegevels in zacht gekleurde baksteen, met arcaden. De gemeubileerde kamers zijn ingericht als musea over het lokale wild en over de rurale tradities van de Famenne. Ook organiseert men excursies naar de omringende wetlands.

## Kunstdepot
Tijdens de Tweede Wereldoorlog werden kunstwerken van Brugse en Antwerpse musea in veiligheid gebracht in het kasteel. Herman Bouchery (1912-1959), conservator van het Plantin-Moretusmuseum, ging er vanaf 1942 wonen om de bewaring te verzekeren in barre omstandigheden. Het kasteel werd in augustus 1944 tot drie keer toe aangevallen door een verzetsgroep die zich wilde meester maken van de wapens van de Rijkswachters die het kasteel bewaakten. Bij een van die aanvallen werd Bouchery ernstig gewond. 

## Voetnoten
1. ↑  Luc Indestege, "Herman Frederik Bouchery" in: Jaarboek van de Maatschappij der Nederlandse Letterkunde, 1964, 102-103[dode link]